# Família Curtício

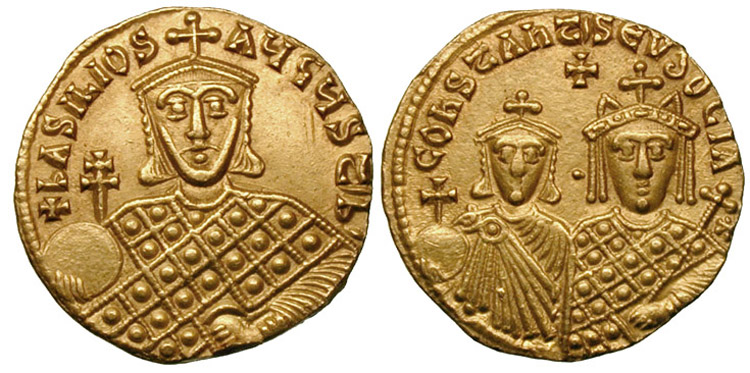
Soldo de r.

Curtício (em grego: Κουρτίκιος; romaniz.: Kourtíkios) ou Curtíce (em grego: Κουρτίκης; romaniz.: Kourtíkes) foi o nome duma família aristocrática bizantina de origem armênia. O fundador epônimo, Curtício, era um nobre armênio que dirigiu-se ao Império Bizantino e rendeu seu domínio, a cidade de Locana, para o imperador Basílio I, o Macedônio (r. 867–886), assentando com sua família em solo bizantino. Seus descendentes estiveram entre os membros seniores da aristocracia militar dos dois séculos seguintes. Vários membros apoiaram as rebeliões de vários aristocratas militares, desde Constantino Ducas (Curtício, o Armênio) até Bardas Esclero (Miguel Curtício).
No século XI casaram com membros das principais famílias aristocráticas do período, incluindo os dinastias imperiais dos Comnenos e Ducas. A fortuna da família declinou abruptamente no século XII, quando um único membro é conhecido, ocupando um posto provincial modesto. Ao mesmo tempo, um ramo da família tornou-se ativa na Armênia Cilícia. A família produziu alguns oficiais seniores sob o Império de Niceia, mas declinou novamente no período Paleólogo.